# Olga Sonina
Olga Giennadjewna Sonina (ros. Ольга Геннадьевна Сонина, ur. 10 stycznia 1980) – rosyjska judoczka.
Uczestniczka mistrzostw świata w 2005. Startowała w Pucharze Świata w latach 1999, 2000, 2003-2005, 2007 i 2007. Złota medalistka mistrzostw Europy w 2005; piąta w 2003, a także trzecia w drużynie w 2002. Mistrzyni Rosji w 2004; druga w 2003; trzecia w 2000, 2002 i 2007 roku.